# Михалци
Михалци (болг. Михалци) — село в Болгарии. Находится в Великотырновской области, входит в общину Павликени. Население составляет 956 человек.

## Политическая ситуация
В местном кметстве Михалци, в состав которого входит Михалци, должность кмета (старосты) исполняет Огнян Недялков Калпакчиев (Болгарская социалистическая партия (БСП)) по результатам выборов правления кметства.
Кмет (мэр) общины Павликени — Ангел Иванов Генов (коалиция в составе 2 партий: Политический клуб «Экогласность», Земледельческий союз Александра Стамболийского (ЗСАС)) по результатам выборов в правление общины.